# Durée du travail en France
La durée du travail en France est réglementée par le droit du travail.
La « durée du travail » est un vocable générique qui fait référence, dans le code du travail en France, aux dispositions relatives au temps de travail des salariés. Il renvoie aux notions de travail effectif, durée légale du travail, d'heures supplémentaires, durée maximale du travail...
Historiquement, la durée légale du travail a été réglementée par quelques lois célèbres (l'éphémère loi des dix heures en 1848, la Loi du 29 juin 1905 sur la durée du travail dans les mines, la journée des huit heures en 1919, puis les décrets du Front populaire instituant la semaine de quarante heures, enfin les lois de 1982 passées lors du premier mandat de Mitterrand, les lois sur la réduction du temps de travail (trente-cinq heures) instituées sous le gouvernement Jospin, puis les divers décrets et lois passés pour réformer celles-ci).
En 2015, la productivité des salariés français est supérieure à la moyenne des pays européens, tandis que les salariés français ont un temps de travail inférieur à la moyenne. Cependant, si le temps partiel est moins courant que dans la moyenne des pays européens, il concerne comme dans la majorité des pays européen majoritairement les femmes.

## Données statistiques
En juin 2005, selon les statistiques de la Direction de l'animation de la recherche, des études et des statistiques (DARES), la durée hebdomadaire collective moyenne du travail des salariés à temps complet (hors forfait en jours) était de 35,6 heures dans les entreprises d'au moins dix salariés.
Ce chiffre ne tient pas compte des heures supplémentaires non inclus de l'horaire collectif de travail.
Le nombre d'heures travaillées par semaine, y compris les heures supplémentaires de l'ensemble des personnes en emploi à temps plein, était en 2006 en France de quarante et une heures. Ce chiffre est inférieur à la moyenne européenne.
Si l'on prend en compte le temps de travail des salariés à temps partiel, le nombre moyen d'heures de travail habituellement effectuées par semaine dans l'activité principale était en France de 38,1 heures. Ce volume est légèrement supérieur à la moyenne européenne.
Selon que l'analyse du temps de travail intègre le temps partiel, subi ou volontaire, et le temps de formation, le classement des pays par temps de travail annuel peut varier de manière importante. D'après Eurostat, le travail à temps partiel concerne particulièrement les femmes (31,4 % des femmes de 20-64 ans pour 8,2 % d'hommes)

## Durée légale du travail
La durée légale du travail constitue un seuil juridique; il ne s'agit pas d'une durée maximale. Inversement, il est légal d'être employé sur une base horaire inférieure à la durée légale (temps partiel).
Les heures effectuées au-delà de la durée légale du travail sont des heures supplémentaires ouvrant droit à une majoration salariale. Elles sont contingentées, c'est-à-dire que leur nombre est limité, par un accord collectif ou, à défaut, par un décret. Au sein du contingent, l'employeur est libre d’ordonner des heures supplémentaires. Au-delà, il doit recueillir préalablement l'avis des Institutions représentatives du personnel. Jusqu'en août 2008, il devait également demander l’autorisation à l’inspection du travail. Ce dépassement engendre au bénéfice du salarié une « contrepartie obligatoire en repos », qui remplace le « repos compensateur obligatoire ». Cette contrepartie est fixée à 50 % pour les entreprises de vingt salariés au plus et à 100 % pour les entreprises de plus de vingt salariés,,.
La majoration salariale pour les heures supplémentaires peut, sous condition, être remplacée par un repos compensateur équivalent. Elles sont normalement décomptées par semaine civile mais il existe des systèmes dérogatoires permettant une comptabilisation offrant plus de flexibilité.

### Historique

#### XIXesiècleet débutXXesiècle
La première réglementation a concerné le temps de travail des enfants. Après les rapports du docteur Villermé, c'est la loi du 22 mars 1841 qui interdit le travail des enfants de moins de 8 ans et limite à 8 heures pour ceux âgés entre 8 et 12 ans. En 1848, le gouvernement provisoire vote l'éphémère loi des 10 heures. À partir de 1892, d'autres limitations seront édictées pour les enfants et les femmes.
En pleine guerre, le 3 juillet 1916, l'État concède certaines avancées :
- limitation à 10 heures de la journée de travail des femmes âgées de 18 à 21 ans ;
- interdiction du travail de nuit des femmes de moins de 18 ans.

La CGT avait fait sienne la revendication de la journée de 8 heures à son congrès de 1904.
En 1891, Paul Lafargue (gendre de Karl Marx), alors l’un des dirigeants nationaux des socialistes guesdistes, incite à la grève générale du 1er mai consacrée à la revendication de la journée de 8 heures et à la hausse des salaires. Cette journée tragique s'achève dans la fusillade de Fourmies. Malgré de nombreux arrêts de travail, la revendication n'est pas satisfaite, mais elle gagne néanmoins en popularité.
Après la Première Guerre mondiale, ce sera l'une des premières avancées concédées par l'État. Le 17 avril 1919, la loi sur la journée de 8 heures est votée par l'Assemblée nationale puis le 23 avril par le Sénat.

#### Le Front populaire, les 40 heures
En 1936, le gouvernement de Front populaire vote le passage aux 40 heures hebdomadaires.
En 1946, le plan Monnet, sans toucher à la durée légale de 40 heures, préconise 48 heures de travail effectif par semaine grâce à 8 heures supplémentaires afin de combler les besoins de main-d’œuvre.
Dans les années 1950 et 1960, alors que la durée légale était de 40 heures, les durées effectives moyenne oscillaient entre 45 et 46 heures hebdomadaires.

#### Les 39 heures, puis 35 heures
Au 1er février 1982, le gouvernement socialiste de Pierre Mauroy abaisse la durée légale du travail à 39 heures et octroie une 5e semaine de congés payés (les 39 heures entrent en application le 1er janvier 1982 pour la fonction publique). Il s'agissait de deux des promesses de campagne de François Mitterrand lors de l'élection présidentielle de 1981.
Depuis 1993, une dizaine de lois concernant la durée du travail ont été votées (1993, loi Robien de 1996, 1998, 2000, 2003, 2004 (deux lois), 2005, 2007 et 2008 (deux lois)).
Sous le gouvernement Jospin, le 19 janvier 2000, la loi dite Aubry II fixe la durée légale du travail à 35 heures. La réduction du temps de travail prônée par la gauche plurielle visait alors officiellement au partage du travail afin de faire baisser le chômage. Pour les entreprises de 20 salariés au plus, cette durée n'est applicable que depuis le 1er janvier 2002.
La loi sur les 35 heures est assouplie par le décret du 15 octobre 2002 du ministre du Travail d'alors, François Fillon, qui relève les contingents d'heures supplémentaires de 130 à 180 heures par an. Ces contingents d’heures supplémentaires, négociés au niveau des branches et dont la loi Aubry fixait le maximum à 130 heures par salarié et par an, laissent ainsi ouvert un espace de jeu entre durée légale et durée effective. Ainsi, avec le décret Fillon, un salarié aux 35 heures qui effectue 180 heures supplémentaires dans l’année travaille en moyenne 39 heures par semaine, soit pratiquement la durée hebdomadaire moyenne des salariés à temps plein dans les années 1990. En décembre 2004, le contingent d'heures supplémentaires passe, par décret, jusqu'à 220 heures par an.
À partir de 2007, la loi TEPA (dite du « paquet fiscal ») subventionne les heures supplémentaires dans l'optique du slogan « travaillez plus pour gagner plus », lancé par Nicolas Sarkozy. Dans les faits, les contingents d'heures supplémentaires ne sont guère utilisés: en 2006, 21 % des salariés ont fait des heures supplémentaires, qui équivalent, en moyenne, à 116 heures sur l’année.
La loi adoptée pendant l'été 2008, en facilitant le dépassement du contingent annuel d'heures supplémentaires, en limite la portée. En conséquence, la réalisation d'heures supplémentaires n'est plus limitée que par :
1. les transpositions des règles européennes relatives au repos et à la durée hebdomadaire de travail maximale ;
2. les surcoûts financiers et en repos de ces heures.

En pratique, les accords d’entreprise pourront donc prévoir jusqu’à 405 heures supplémentaires par an et par salarié (ou 282 jours de travail pour les cadres en forfait jours).
Selon les témoignages de certains dirigeants proches des opposants aux 35h, recueillis à la fin des années 1990 et début 2000, les créations d'emplois déclarées par les entreprises passées aux 35 heures auraient été dues, pour l'essentiel, à la conjoncture des années 1999 et 2000 et non pas à la loi Aubry. Selon cette interprétation, cette loi n'aurait donc pas atteint son objectif qui était de créer des emplois. Une telle assertion semblerait même prouver contraire qu'elle n'aurait pas permis d'exploiter le potentiel de créations d'emplois dû à la conjoncture. Selon cette théorie, malgré celle-ci et malgré les aides offertes par le gouvernement, les dirigeants auraient résolu, en majorité, de renoncer à la croissance.
Ces témoignages parcellaires et jugés partisans par certains, ont été contredits par une étude de l'Inspection Générale des Affaires Sociales (IGAS), réalisée en mai 2016 mais restée secrète et révélée par Le Monde et MediaPart. Selon cette étude, au moins 350 000 emplois à temps plein auraient été créés par la loi Aubry. Un autre rapport, commandité par l'UDI en 2014, va dans le même sens. Le consensus, appuyé par des études approfondies, semble donc valider la thèse que la réduction du temps de travail a bien créé des emplois grâce à la loi Aubry.
Bien que la durée du travail a enregistré une baisse progressive depuis, environ, cent ans, elle demeure encore plus élevée par comparaison à d'autres pays. Deux motivations (i.e, raisons) essentielles expliquent cette situation à savoir : l'insuffisance, à la fois, du taux de natalité et du taux d'activité de la population sans lesquels la croissance économique ne peut pas progresser fortement. Pour pallier ces limites, les autorités publiques encouragent l'immigration des travailleurs étrangers.

### Notion de temps de travail effectif
Lorsque l'on mesure le temps de travail, certaines activités ne sont pas prises en compte. Il en est ainsi des temps d'habillage et le déshabillage.
Selon la loi, « la durée du travail effectif est le temps pendant lequel le salarié est à la disposition de l'employeur et doit se conformer à ses directives sans pouvoir vaquer librement à des occupations personnelles.
L'exclusion de certaines activités telles les pauses et les temps de restauration, lorsqu'elles ne répondent pas à la définition ci-dessus, n'implique pas nécessairement l'absence de rémunération correspondante, qui peut être prévue par un accord collectif.
Depuis janvier 2005, la loi précise expressément que le temps de déplacement professionnel pour se rendre sur le lieu d'exécution du contrat de travail, c'est-à-dire le temps de trajet domicile/lieu de travail, même lors de mission, n'est pas un temps de travail effectif.

### Heures d'équivalence
Dans certains secteurs d'activité, « comportant des périodes d'inaction », un décret peut déterminer une durée d'équivalence à la durée légale du travail, supérieure à cette dernière. Cette durée équivalente devient le seuil de déclenchement des heures supplémentaires se substituant au seuil de droit commun.

## Durées maximales de travail

### Durée hebdomadaire maximale

#### Cadre européen
Depuis la directive de 1993, la règle applicable au sein de l'Union européenne dispose que la durée hebdomadaire du travail doit :
- être limitée au moyen de dispositions législatives, réglementaires ou administratives ou de conventions collectives ou d'accords conclus entre partenaires sociaux ;
- ne pas excéder en moyenne, pour chaque période de sept jours, quarante-huit heures, y compris les heures supplémentaires[24].

Chaque État européen peut, pour apprécier cette durée maximale, prévoir une période de référence ne dépassant pas quatre mois. En outre, le Royaume-Uni a prévu une clause d’opt out qui lui permet de s'affranchir de cette durée légale de 48 heures hebdomadaires, sous condition d'accord individuel entre l'employeur et l'employé.

#### Règles nationales
La loi française dispose qu'au cours d'une même semaine, la durée du travail ne peut dépasser quarante-huit heures.
À cette première limite, s'ajoute l'obligation, sur une période quelconque de douze semaines consécutives, de ne pas dépasser 44 heures en moyenne.
Un accord d'entreprise ou, à défaut, une convention collective, peut porter cette durée maximale sur 12 semaines à 46 heures.
Une dérogation à ces limites (48 h et 44/46 h) peut être accordée sur demande auprès de l'inspecteur du travail en cas de circonstances exceptionnelles.
Les salariés, cadres ou non, titulaires d'un contrat prévoyant un forfait en jours ne sont pas soumis à cette limite 

### Durée quotidienne maximale
En vertu de la loi, la durée journalière de travail d'un salarié ne doit pas dépasser 10 heures. Cependant, un décret détermine, en application du texte légal, les conditions des dérogations à cette limite.
Les salariés au forfait en jours ne sont pas soumis à cette limite.

#### Historique
Le code du travail fait référence aux 10 heures depuis 1982. Mais au cours du XXe siècle, la limite légale a été inférieure. Ainsi, à la sortie de la Première Guerre mondiale, la loi du 23 avril 1919 avait instauré la journée de huit heures. Les "décrets de 36" font référence à cette limite.

#### Dérogations
Elles peuvent être autorisées par 2 biais, une décision administrative ou une source conventionnelle :
1. le dépassement de la durée quotidienne du travail effectif fixée à dix heures peut être autorisé, par l'inspecteur du travail saisie d'une demande motivée et accompagnée de l'avis des institutions représentatives du personnel dans tous les cas où un surcroît temporaire d'activité est imposé[34] ;
2. un accord collectif peut également prévoir le dépassement des 10 heures quotidiennes mais la durée quotidienne de travail effectif doit alors ne pas dépasser douze heures[35].

## Repos et pauses

### Pauses
Le cadre juridique européen prévoit que tout travailleur doit bénéficier, au cas où le temps de travail journalier est supérieur à six heures, d'un temps de pause.
La loi Aubry I de 1998 a introduit cette disposition dans le code du travail en prévoyant un temps de pause d'une durée minimale de vingt minutes. Un accord collectif peut prévoir des dispositions plus favorables.

### Repos quotidien

#### Principe
Selon la directive communautaire, tout travailleur doit bénéficier d'un repos minimum de onze heures consécutives par 24 heures. Toutefois, le texte européen prévoit des possibilités de dérogation.
Depuis 1998 en France, les salariés autres que le personnel roulant ou navigant du secteur des transports, doivent bénéficier d'un repos quotidien d'une durée minimale de onze heures consécutives.

#### Réduction
S'agissant du secteur des transports, ce régime dérogatoire a été maintenu pour les salariés des entreprises de transport routier, de navigation intérieure, de transport ferroviaire ainsi que des entreprises assurant la restauration et exploitant les places couchées dans les trains,
Dans les autres secteurs, les conditions de dérogations sont prévus par un décret qui permet, pour certains secteurs d'activité ou en cas de surcroît d'activité, par accord collectif, de réduire ce repos à un minimum de neuf heures.
Ainsi, par exemple, dans le secteur sanitaire, social et médico-social à but non lucratif, la durée minimale de 11 heures de repos entre 2 journées de travail peut être réduite à 9 heures pour le personnel assurant le coucher et le lever des usagers

### Repos hebdomadaire
La loi française prévoit que, par semaine civile, un salarié doit bénéficier d'un repos de 35 heures continues (une journée entière de 24h plus les 11 heures de repos quotidien).
Cette disposition du Code du travail est issue de la loi Aubry II de 2000 qui reprend, s'agissant de la durée de 35h, les termes de la directive européenne
Compte tenu de la rédaction du texte, il est tout à fait possible, légalement, de travailler 12 jours consécutivement.
Cependant, l'article 5 de la directive européenne 2003/88/CE du Parlement européen et du Conseil du 4 novembre 2003 (toujours en vigueur) stipule que :
« Les États membres prennent les mesures nécessaires pour que tout travailleur bénéficie, au cours de chaque période de sept jours, d'une période minimale de repos sans interruption de vingt-quatre heures auxquelles s'ajoutent les onze heures de repos journalier prévues à l'article 3 » remettant en cause la légalité ou l’interprétation de l'article L 3132-1 du code du travail.
Toutefois, de nombreuses conventions collectives prévoient le bénéfice de repos hebdomadaires supplémentaires ou le travail sur 5 jours par semaine.

#### Principe durepos dominical
La loi pose le principe de l'octroi du repos hebdomadaire le dimanche. C'est au début du XXe siècle que s'impose ce principe "moderne" du repos dominical.
S'agissant de la conformité au cadre juridique européen, 2 points doivent être notés :
- le deuxième alinéa de l'article 5 de la directive européenne 93/104/CE[53] qui incluait le dimanche dans la période de repos hebdomadaire, a été annulé par la Cour de justice des Communautés européennes par un arrêt du 12 novembre 1996 en faveur du Royaume-Uni[54] ;
- parallèlement, selon la même juridiction, il n'y a pas incompatibilité entre les dispositions du Traité de Rome et les réglementations nationales interdisant d'employer des travailleurs salariés le dimanche[55].

Il existe, en France de nombreuses dérogations au principe du repos dominical, notamment à la suite de la création des Zones touristiques internationale (ZTI).

#### Dérogations
Elles sont de trois types: les dérogations permanentes de droit, les dérogations conventionnelles et enfin les dérogations temporaires. De plus, la loi de juillet 2008 a introduit la possibilité de dérogations sur la base d'accords individuels entre l'employeur et l'employé, sur le modèle de la clause opt out du Royaume-Uni.

##### Les dérogations permanentes de droits
Depuis la codification de 1973, la liste des catégories d'établissements admis de droit à donner le repos hebdomadaire par roulement aux salariés relevait de la loi. Ainsi les modifications étaient opérées par un texte législatif. Cette liste était complétée, comme le prévoit le texte de loi, par une seconde, de valeur règlementaire, et modifiée en 2005. Cette modification avait étendu le périmètre des établissements bénéficiant de droit de la dérogation en incluant, entre autres, les jardineries et magasins de location de DVD et de cassettes vidéo.
La recodification applicable à compter du 1er mai 2008 introduit un principe, élevé au niveau de la loi et a déclassé la liste initiale dans un unique article règlementaire fusionnant les anciennes listes des articles L221-9 et R221-4-1.

## Le temps de travail des mineurs
La première manifestation du législateur en matière de limitation de la durée du travail était relative aux enfants. La fragilité particulière de ce public et la nécessité d'assurer une organisation du temps de travail compatible avec leur scolarité ou les rythmes de la vie en société ont conduit à l'élaboration d'un cadre juridique spécifique.

## Travail de nuit

### Interdictions
Pendant longtemps, le travail de nuit était interdit aux femmes. Cette interdiction a été levée par la loi du 9 mai 2001. Toutefois, le travail de nuit est toujours interdit pour les jeunes de moins de 18 ans mais des dérogations sont prévues pour certains emplois (dans le secteur du spectacle, de l’hôtellerie et de la restauration ainsi que dans le secteur de la boulangerie pâtisserie). Ces dérogations sont accordées par l’inspecteur du travail.

### Définitions
Le travail de nuit, c’est le travail effectué entre 21h et 6h du matin. Quant au travailleur de nuit, il est le travailleur dont le travail quotidien habituel contient, au moins, 3h de nuit, 2 fois par semaine.

### Mise en place et contreparties
La mise en place du travail de nuit dans l’entreprise doit être justifiée par la nécessité d’assurer la continuité de l’activité économique ou de services d’utilité sociale. Cette mise en place est, de plus, subordonnée à la conclusion d’une convention ou d’un accord collectif. À défaut d’accord, elle doit être autorisée par l’inspecteur du travail.
Par ailleurs, la loi prévoit un certain nombre de garanties au bénéfice des travailleurs de nuit. En effet, tout d’abord, leur temps de travail est limité à 8 h par jour (au lieu de 10 h) et à 40 h en moyenne sur une période de 12 semaines consécutives (contre 44 h pour les travailleurs de jour). Aussi, ces travailleurs de nuit doivent bénéficier de contreparties (sous forme de repos et, le cas échéant, financières). Enfin, ils bénéficient d’une protection particulière par le médecin du travail (ils doivent être consultés tous les 6 mois contre tous les 2 ans pour les travailleurs de jour).

### Sources
- Code du travail: art L3111-1 et suivants [lire en ligne]